# Silvia Morales Martín
Silvia Morales Martín (Badalona, Barcelona, 6 de mayo de 1979) es una exjugadora española de baloncesto. Se retiró en 2012 jugando en el equipo Palacio de Congresos de Ibiza.

## Palmarés con la selección española
- Eurobasket 2007 ( Italia)
- Juegos Mediterráneos de 2001 ( Túnez)